# Чиназский район
Чиназский район (тума́н; узб. Chinoz tumani / Чиноз тумани) — район в Ташкентской области Узбекистана. Административный центр — город Чиназ.

## История
Район был образован в 1920-е годы. В 1938 году вошёл в состав Ташкентской области. 4 марта 1959 года к Чиназскому району была присоединена часть территории упразднённого Октябрьского района. В 1963 году упразднён, восстановлен в 1973 году.

## Административно-территориальное деление
По состоянию на 1 января 2011 года в состав района входят:
- Город Чиназ.
- 9 городских посёлков:

1. Алмазар,
2. Бирлик,
3. Гулзорабад,
4. Дустлик,
5. Кир,
6. Пахта,

1. А. Темур,
2. Чорвадор,
3. Янги Чиназ.

- 8 сельских сходов граждан:

1. Исламабад,
2. Ислохат,
3. Туркистан,
4. Узбекистан,
5. Чиназ,
6. Эски-Ташкент,
7. Эшонабад,
8. Яллама.

## Известные персоны
- Ахунова, Турсуной — дважды Герой Социалистического труда, депутат Верховного Совета СССР, бригадир механизированной бригады хлопкоробов колхоза имени С.М. Кирова.
- Рахманова Дилором Урунбаевна (25 сентября 1943 года) — заместитель директора школы №27 Чиназского района.